# 아이패드 에어 (5세대)
아이패드 에어는 애플이 2022년 3월 8일 발표한 태블릿 컴퓨터이다. 선주문은 2022년 3월 11일 시작되었고 일주일 뒤인 2022년 3월 18일 배송이 시작되었다. 5세대 아이패드 에어는 4세대 아이패드 에어의 후속작이며 스페이스 그레이, 스타라이트, 핑크, 퍼플, 블루의 5가지 색상으로 구매가 가능하다.
4세대 아이패드 에어는 기존 아이폰에 사용되는 A 시리즈 프로세서를 탑재했지만, 5세대 아이패드 에어는 전작과 달리 애플에서 제작한 데스크톱(아이맥), 노트북(맥북)에 사용되는 것과 동일한 M 시리즈 애플 실리콘 프로세서가 탑재되었다.